# کارلینگ
کارلینگ (به انگلیسی: Carling) یک منطقهٔ مسکونی در کانادا است که در انتاریو واقع شده‌است.

## خصوصیات
کارلینگ ۱٬۲۴۸ نفر جمعیت دارد.